# Senta Maria de la Panosa
Senta Maria la Panosa (en francès Sainte-Marie-Lapanouze) és un municipi francès situat al departament de la Corresa i a la regió de la Nova Aquitània.

## Demografia
| 1962                                       | 1968 | 1975 | 1982 | 1990 | 1999 | 2007 |
| ------------------------------------------ | ---- | ---- | ---- | ---- | ---- | ---- |
| 82                                         | 88   | 71   | 66   | 53   | 43   | 57   |
| Des de 1962: població sense dobles comptes |      |      |      |      |      |      |

## Administració
| Període   | Identitat     | Partit |
| --------- | ------------- | ------ |
| 2001-2008 | Marc Richard  |        |
| 2008-     | Yvette Dehaut |        |